# Piedraia hortae
Piedraia hortae es una especie de hongo ascomiceto que habita en los suelos de ambientes tropicales y subtropicales y afecta al cuero cabelludo. El hongo crece muy lentamente, formando hifas oscuras, que contienen células de clamidoconidios y colonias negras cuando se cultivan en placa de agar. Piedraia hortae es dermatofito y causa una infección micótica superficial conocida como piedra negra, que provoca la formación de nódulos negros en el tallo del cabello y conduce a un debilitamiento progresivo del cabello. La infección generalmente infecta los vellos del cuero cabelludo y la barba, pero otras variedades tienden a crecer en los vellos púbicos. La infección generalmente se trata con cortes o rasurados del cabello y luego con la aplicación de agentes antifúngicos y tópicos.
La especie también se usa con fines cosméticos para oscurecer el cabello en algunas sociedades como un símbolo de atractivo.

## Descripción
Cuando se cultiva en placa de agar a 25 °C (77 °F), Piedraia hortae crece muy lentamente  para formar colonias negro-verdosas, limitadas y puntiagudas. Piedraia hortae tomada de pelos infectados tiene nódulos de color marrón oscuro, que están formados por ascostroma. Los nódulos tienen una sensación arenosa, organizados de forma estromática y tienen una alta concentración de quitina y pigmentos melanoides. Las colonias producen un pigmento rojo y permanecen lisas y cubiertas con pequeñas hifas aéreas. Microscópicamente, P. hortae produce hifas cortas y oscuras que contienen células en reposo de paredes gruesas. Las ascomatas consisten en pseudotecios de forma irregular que son de color negro. Cada ascoma contiene una sola asca que contiene ocho ascosporas. Las ascosporas son oscuras, curvas y se vuelven muy estrechas en los extremos formando apéndices en forma de látigo. Los pelos afectados desarrollan nódulos negros como piedras pegados al tallo del cabello que causan debilidad en el cabello. Los pelos infectados tratados con hidróxido de potasio fluorescen bajo la luz ultravioleta a pesar de que el hongo en sí normalmente no fluoresce. La fluorescencia de la piedra indica contaminación secundaria por bacterias. La identificación se logra fácilmente mediante un examen microscópico de los nódulos capilares, y puede confirmarse mediante análisis de secuencia de la región espaciadora transcrita interna ribosómica nuclear.

## Patología
Piedraia hortae causa la formación de nódulos en el tallo del cabello, una enfermedad clínica superficial comúnmente conocida como piedra negra. La piedra negra generalmente se ve en regiones tropicales y generalmente se dirige a humanos de todas las edades y se enfoca en el cuero cabelludo, el bigote y ocasionalmente el vello púbico. La fuente de la infección suele estar en los suelos, la falta de higiene, el cabello largo, el uso cultural de los velos y la aplicación de aceites vegetales al cabello húmedo favorecen el crecimiento de la infección. La piedra negra es una infección micótica superficial, lo que significa que está restringida al estrato córneo y no causa inflamación. La infección del tallo del cabello da como resultado la formación de nódulos en el cuero cabelludo, el bigote y el vello púbico. Los nódulos son duros y arenosos, que producen un sonido metálico cuando se peina el cabello. Los nódulos colonizan el tallo del cabello, lo que causa debilidad progresiva del cabello y conduce a la rotura del cabello en casos graves, lo que puede provocar la pérdida de cabello y la calvicie. El hongo también tiene el potencial de destruir las capas cuticulares del cabello y moverse hacia la corteza. Piedraia hortae sobrevive en el cuero cabelludo se debe a la lenta tasa de degradación de la queratina cerca de la corteza y la formación compacta de los nódulos y las hifas están apretados en cajas de piedra negra. La invasión inicial del cabello humano por P. hortae se logra mediante el uso de hifas erosivas, que se abren paso por debajo o entre la capa cuticular. La fuerza aplicada entre o debajo de la cutícula del cabello surge del crecimiento del hongo. La descomposición de la queratina se debe principalmente a procesos enzimáticos y corresponde a la abundancia de mitocondrias localizadas. La descomposición de la queratina comienza con el material de cementación y progresa hacia la corteza del tallo del cabello. En la corteza se producen dos tipos de patrones degradativos que son paralelos o verticales al eje del cabello. El patrón paralelo surge de la separación hifal de las capas corticales externas. El patrón vertical es producido por la penetración directa de hifas que crea canales que aumentan de tamaño a medida que la corteza se degrada.

### Tratamiento
La infección no se puede eliminar fácilmente mecánicamente,  aunque se puede evitar una mayor proliferación de la infección evitando la humedad. La eliminación generalmente implica cortar o afeitarse el cabello, pero los tratamientos químicos pueden ser igualmente útiles.  Los tratamientos históricos han utilizado tinturas alcohólicas de metales pesados, como el bicloruro de mercurio.  El  uso de champús con ketoconazol o sulfuro de selenio son muy eficaces y en casos severos se debe complementar con tratamientos orales sistémicos como terbinafina o itraconazol, que han demostrado eficacia. La eliminación del vello afectado y el tratamiento con agentes tópicos también es eficaz y da como resultado tasas de recurrencias muy bajas. Sin embargo, incluso en ausencia de tratamiento, puede ocurrir una remisión espontánea.